# Apolemichthys guezei
Apolemichthys guezei är en fiskart som först beskrevs av Randall och Maugé, 1978.  Apolemichthys guezei ingår i släktet Apolemichthys och familjen Pomacanthidae. IUCN kategoriserar arten globalt som otillräckligt studerad. Inga underarter finns listade i Catalogue of Life.